# Pommers voetbalkampioenschap 1922/23
In 1922/23 werd het vijfde Pommers voetbalkampioenschap gespeeld, dat georganiseerd werd door de Baltische voetbalbond. 
Titania Stettin werd kampioen en plaatste zich voor de Baltische eindronde. De club werd derde en was uitgeschakeld voor de eindronde om de Duitse landstitel. 

## Reguliere competitie

### Bezirksliga Stolp
Om financiële redenen werd de Bezirksliga niet voltooid, de kampioen van het voorgaande jaar werd afgevaardigd naar de Pommerse eindronde. 
| Plaats | Club                    | Wed. | W | G | V | Saldo | Ptn. |
| ------ | ----------------------- | ---- | - | - | - | ----- | ---- |
| 1.     | SV Viktoria 1909 Stolp  | 6    | 4 | 2 | 0 | 26:10 | 10   |
| 2.     | SV Sturm 1919 Lauenburg | 5    | 4 | 1 | 0 | 22:6  | 9    |
| 3.     | SV Germania Stolp       | 6    | 2 | 1 | 3 | 16:14 | 5    |
| 4.     | RSV Pfeil Schlawe       | 2    | 0 | 0 | 2 | 3:11  | 0    |
| 5.     | SV Fortuna 1919 Stolp   | 5    | 0 | 0 | 5 | 4:30  | 0    |

|  | Geplaatst voor de eindronde |

### Bezirksliga Stettin
| Plaats | Club                    | Wed. | W  | G | V | Saldo | Ptn. |
| ------ | ----------------------- | ---- | -- | - | - | ----- | ---- |
| 1.     | Stettiner FC Titania 02 | 12   | 11 | 0 | 1 | 37:11 | 22:2 |
| 2.     | Stettiner SC 08         | 9    | 5  | 1 | 3 | 22:10 | 11:7 |
| 3.     | FC 04 Blücher Stettin   | 8    | 3  | 2 | 3 | 17:20 | 10:6 |
| 4.     | VfB 08 Stettin          | 8    | 3  | 2 | 3 | 14:14 | 8:8  |
| 5.     | FC Preußen 01 Stettin   | 10   | 4  | 0 | 4 | 20:25 | 8:12 |
| 6.     | Stettiner TV            | 9    | 3  | 0 | 6 | 7:17  | 6:12 |
| 7.     | BC 1919 Stettin         | 10   | 0  | 1 | 9 | 7:27  | 1:19 |

|  | Geplaatst voor de eindronde |
|  | Degradatie play-off         |

Degradatie play-off
| Team 1           | Uitslag  | Team 2          |
| ---------------- | -------- | --------------- |
| Vorwärts Stettin | 0:3, 2:2 | BC 1919 Stettin |

### Bezirksliga Schneidemühl
| Plaats | Club                          | Wed. | W  | G | V | Saldo | Ptn. |
| ------ | ----------------------------- | ---- | -- | - | - | ----- | ---- |
| 1.     | SV Deutsche Krone             | 13   | 13 | 0 | 0 | 49:14 | 26   |
| 2.     | FC Germania 1915 Schneidemühl | 13   | 7  | 2 | 4 | 31:39 | 16   |
| 3.     | SC Erika Schneidemühl         | 12   | 6  | 2 | 4 | 17:31 | 14   |
| 4.     | FC Viktoria Schneidemühl      | 14   | 6  | 0 | 8 | 21:14 | 12   |
| 5.     | SV Hellas 1919 Schönlanke     | 14   | 6  | 0 | 8 | 18:41 | 12   |
| 6.     | SV Hertha Schneidemühl II     | 14   | 4  | 2 | 8 | 26:36 | 10   |
| 7.     | SV Hertha Schneidemühl I (1)  | 14   | 4  | 1 | 9 | 37:8  | 9    |
| 8.     | SV Flatow                     | 14   | 4  | 1 | 9 | 18:34 | 9    |

(1): Hertha Schneidemühl trok zijn eerste elftal terug in november 1922, alle resterende wedstrijden werden als nederlaag aangerekend.
|  | Geplaatst voor de eindronde |
|  | Degradatie                  |

### Bezirksliga Vorpommern
| Plaats | Club                             |
| ------ | -------------------------------- |
| 1.     | SC Vorwärts Löcknitz             |
| 2.     | Pasewalker SC                    |
| 3.     | Sportabteilung des Pasewalker TV |
| 4.     | SC Preußen Strasburg             |
| 5.     | SC Ueckermüde                    |
| 6.     | SC Germania Torgelow             |
| 7.     | SC Brüssow 1912                  |
| 8.     | TV Eiche Anklam                  |
| 9.     | SC Preußen Lassan                |

|  | Geplaatst voor de eindronde |

### Bezirksliga Gollnow
Enkel de eerste twee plaatsen zijn nog bekend.
| Plaats | Club                    |
| ------ | ----------------------- |
| 1.     | SC Blücher 1911 Gollnow |
| 2.     | SC Regenwalde 1920      |

|  | Geplaatst voor de eindronde |

## Eindronde
Deelnemers
| Club                 | Gekwalificeerd als        |
| -------------------- | ------------------------- |
| SC Blücher Gollnow   | Kampioen van Gollnow      |
| SC Viktoria Stargard | Kampioen van Pyritz       |
| SV Deutsch Krone     | Kampioen van Schneidemühl |
| Stettiner FC Titania | Kampioen van Stettin      |
| SV Sturm Lauenburg   | Afgevaardigde van Stolp   |
| SV Vorwärts Löcknitz | Kampioen van Vorpommern   |

Voorronde
|                  |                  |       |                      |              |
| 11 december 1922 | SV Deutsch Krone | 2 – 1 | SC Viktoria Stargard | Schneidemühl |
| 11 december 1922 |                  |       |                      | Schneidemühl |

|                  |                    |       |                      |         |
| 11 december 1922 | SC Blücher Gollnow | 3 – 0 | SC Vorwärts Löcknitz | Stettin |
| 11 december 1922 |                    |       |                      | Stettin |

Halve Finale
|                 |                    |        |                      |         |
| 21 januari 1923 | SC Blücher Gollnow | 0 – 13 | Stettiner FC Titania | Gollnow |
| 21 januari 1923 |                    |        |                      | Gollnow |

|                 |                  |       |                    |              |
| 21 januari 1923 | SV Deutsch Krone | 1 – 3 | SV Sturm Lauenburg | Schneidemühl |
| 21 januari 1923 |                  |       |                    | Schneidemühl |

Finale
|               |                      |       |                    |         |
| 28 maart 1923 | Stettiner FC Titania | 4 – 0 | SV Sturm Lauenburg | Stettin |
| 28 maart 1923 |                      |       |                    | Stettin |